# Los Gómez, San Luis Potosí
Los Gómez är en ort i Mexiko.   Den ligger i kommunen Soledad de Graciano Sánchez och delstaten San Luis Potosí, i den centrala delen av landet, 400 km nordväst om huvudstaden Mexico City. Los Gómez ligger 1 842 meter över havet och antalet invånare är 835.
Terrängen runt Los Gómez är platt åt sydväst, men åt nordost är den kuperad. Runt Los Gómez är det tätbefolkat, med 550 invånare per kvadratkilometer. Närmaste större samhälle är Soledad de Graciano Sánchez, 6,9 km nordväst om Los Gómez. Trakten runt Los Gómez består till största delen av jordbruksmark.